# Antti Buri

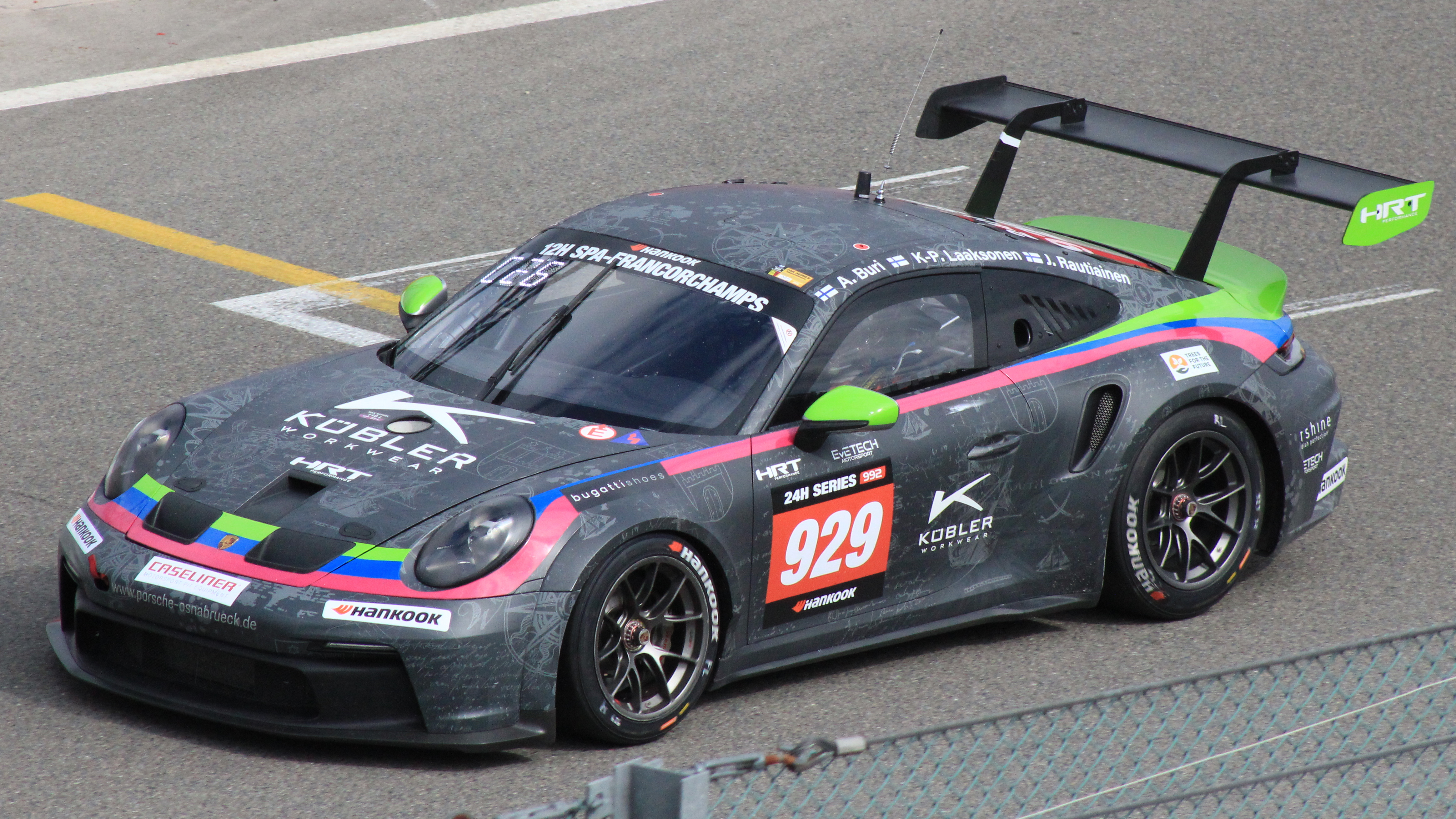
Antii Buri 2022 auf dem Circuit de Spa-Francorchamps

Antti Buri (* 2. Dezember 1988) ist ein finnischer Automobilrennfahrer.

## Karriere

### Formelsport
Antti Buri stieg 2007 in den professionellen Motorsport ein. Von 2007 bis 2009 fuhr er in der Formel Ford Malja. In den Jahren 2007, 2009 und 2012 startete er in der Formel Ford NEZ und gewann 2009 und 2012 jeweils den Meistertitel.
Von 2008 bis 2012 ging er beim britischen Formula Ford Festival an den Start. 2008 wurde er Vize-Meister in der Zetec-Wertung und 2012 gewann er den Meistertitel in der Duratec-Klasse.
In der Britischen Formel-Ford-Meisterschaft fuhr Buri von 2009 bis 2012 und gewann in seinem letzten Jahr in dieser Rennserie die Meisterschaft. In der Finnischen Formel-Ford-Junior-Meisterschaft startete er 2010 und 2011, in der er jeweils den Meistertitel gewann.
2011 ging er zusätzlich auch in der Formel Ford Benelux und dem Formel Ford Eurocup an den Start. In seinem letzten Jahr im Formelsport startete er 2012 auch in der ADAC Formel Masters und beendete diese mit dem siebten Gesamtplatz.

### GT-Motorsport
Mit der Saison 2013 wechselte er zu den Porsche-Markenpokalen und fuhr 2013 und 2015 in der finnischen Porsche Sprint Challenge NEZ, die er 2013 gewann. Im Porsche Carrera Cup Deutschland trat Buri 2013 und 2014 an. 2014 fuhr er ein Rennen im Porsche Mobil 1 Supercup.

### Tourenwagensport
Seit 2016 fährt Buri Tourenwagenrennen und stieg dort mit der TCR International Series und der ADAC TCR Germany ein. In der ADAC TCR Germany ging er bis 2020 an den Start und wurde 2019 mit einem Audi RS3 LMS TCR des Teams LMS Racing Dritter in der Gesamtwertung. In seinem letzten Jahr in der Serie gewann er mit einem Hyundai i30 N TCR von Hyundai Team Engstler die Meisterschaft.
2021 gewann er abermals mit einem Hyundai i30 N TCR den Meistertitel in der Italienischen Tourenwagen-Meisterschaft.

### Langstreckenrennen
Buri nahm an verschiedenen Langstreckenrennen teil. Beim 24-Stunden-Rennen auf dem Nürburgring startete er 2015, 2018, 2020 und 2022. Sein bestes Ergebnis in diesem Wettkampf erzielte er 2018 auf einem Seat Leon Cupra TCR mit dem TCR-Klassensieg.
In der 24H Series ging er in der Championship of the Continents und der European Championship an den Start. In beiden Rennserien gewann er 2018 mit einem Seat Leon TCR den TCR-Klassensieg.